# À plein tube (film, 1968)
Pour les articles homonymes, voir À plein tube et Speedway.
Pour plus de détails, voir Fiche technique et Distribution.
À plein tube (titre original : Speedway) est un film américain réalisé par Norman Taurog et sorti en 1968.

## Synopsis
Il s'agit d'un film taillé sur mesure pour réunir à l'écran Elvis Presley et Nancy Sinatra — fille de Frank Sinatra et elle-même chanteuse.
Steve Grayson (Elvis Presley) est un pilote de stock-car de très haut niveau, cornaqué par un manager-directeur d'écurie qui, pour financer les frais de fonctionnements astronomiques d'une écurie de course, a pris quelques libertés avec ses déclarations d'impôts et joue au plus fin avec le fisc. Tandis que la caravane du championnat NASCAR va de ville en ville et que Grayson alterne victoires éclatantes, accidents spectaculaires ou casses catastrophiquement coûteuses, son manager joue à cache-cache avec la police fiscale.
Ni l'un ni l'autre ne se doutent que Susan (Nancy Sinatra), la charmante admiratrice qui suit elle aussi les étapes du Championnat en glissant des œillades prétendument énamourées au pilote-vedette, est en service commandé pour le fisc américain... mais elle commence elle-même à se piéger à son propre jeu.
Bien entendu tout finira par l'inévitable happy-end exigé par ce genre de comédie : Steve et Susan s'aimeront, il remportera le championnat de haute lutte et les mirobolantes primes d'arrivée serviront à payer les arriérés fiscaux.
Pour le public américain, un attrait supplémentaire de ce film est qu'il a été tourné sur les lieux mêmes du très populaire championnat NASCAR et qu'il fait la part belle aux apparitions "caméos" des meilleurs pilotes automobiles américains de l'époque.

## Fiche technique
- Titre : À plein tube
- Titre original : Speedway
- Réalisateur : Norman Taurog
- Assistant réalisateur : Dale Hutchinson
- Scénario : Philip Shuken
- Photographie : Joseph Ruttenberg
- Montage : Richard Farrell
- Musique: Jeff Alexander
- Accompagnement vocal : The Jordanaires
- Directeurs artistiques : George W. Davis, Leroy Coleman
- Décors : Henry Grace, Don Greenwood Jr.
- Conseiller technique : col. Tom Parker
- Producteur : Douglas Laurence
- Directeur de la production : G. Rex Bailey
- Société de production : Metro-Goldwyn-Mayer
- Société de distribution :  Metro-Goldwyn-Mayer
- Budget : 3 000 000 $
- Pays d'origine :  États-Unis
- Langue : Anglais américain
- Tournage :
- Format :
- Genre :
- Durée : 94 minutes
- Dates de sortie : 12 juin 1968

## Distribution
- Elvis Presley : Steve Grayson
- Nancy Sinatra : Susan Jack
- Bill Bixby : Kenny Donford
- Gale Gordon : R.W Hepworth
- William Schallert : Abel Esterlake
- Victoria Mayerink : Ellie Esterlake
- Ross Hagen : Paul Dado
- Carl Ballantine : Birdie Kebner
- Poncie Ponce : Juan Medala
- Harry Hickox : Le cuisinier
- Christopher West : Billie Joe
- Charlotte Stewart[3] : Lori
- Miss Beverly Hills : Mlle Charlotte Speedway 100
- Charlie Hodge : Le guitariste
- Pilotes de stock-car :
  - Richard Petty
  - Buddy Baker
  - Cale Yarborough
  - Dick Hurcherson
  - Tiny Lund
  - G.C. Spencer
  - Roy Mayne

## Chansons
- Speedway
- Let yourself go
- Your time hasn't come yet, Baby
- He's your uncle, not your dad
- Who are you? (Who am I?)
- There ain't nothing like a song
- Your groovy self (chanté par Nancy Sinatra)